# Venus Origins Explorer
Venus Origins Explorer (VOX) és una missió d'orbitador conceptual a Venus. El concepte de missió es va proposar el 2017 al Programa New Frontiers de la NASA per competir pel finançament i pel desenvolupament.
VOX produiria la topografia i les imatges d'alta resolució de la superfície de Venus i produiria els primers mapes de deformació i composició de superfície global, emissió tèrmica i camp de gravetat per estudiar l'estructura interior del planeta. Les dades actuals suggereixen un vulcanisme recent i actiu a Venus, i aquesta missió podria determinar si el vulcanisme actual es limita als caps del plomall de mantell o si està més estès.
L'investigador principal de VOX és Suzanne E. Smrekar del Jet Propulsion Laboratory. També és la investigadora principal de l'orbitador VERITAS proposat per a Venus que va competir en el 2015 per la Missió #13 del Programa Discovery, amb VOX com una reformulació de VERITAS.

## Descripció general
Tot i que l'anunci de l'oportunitat va sol·licitar un mòdul d'aterratge de Venus, l'equip científic de VOX proposa un orbitador amb una càrrega útil capaç d'assolir els objectius requerits. L'equip proponent de VOX explica: "En el moment de l'enquesta decennal, la capacitat de cartografiar la mineralogia de l'òrbita i les tècniques de radar actuals per detectar la deformació activa [superficials] no es va avaluar completament perquè el seu desenvolupament encara estava en curs. VOX aprofita aquests mètodes i gasos nobles in situ per respondre als objectius científics [clau] de New Frontiers". El concepte de la missió VOX faria que l'orbitador desplegués una petita sonda atmosfèrica simple, l'Atmospheric Sample Vehicle (ASV), per mesurar els gasos i isòtops clau. La resta de mesures es faran a partir d'instruments de l'orbitador almenys durant tres anys.
La NASA seleccionarà diverses propostes per a estudis conceptuals addicionals abans de novembre de 2017, seleccioni un guanyador en la competició del 2019, i després el llançarà pel 2024.

## Objectius
Els objectius de missió del VOX són:
- Investigar la física i la química atmosfèrica, inclosos els gasos nobles i els seus isòtops
- Investigar els cicles hidrològics passats de Venus per determinar el paper dels volàtils en la formació de l'escorça.
- Investigar la física i la química de l'escorça i determinar el marc tectònic global i el flux de calor, ja sigui que es produeixi un recobriment catastròfic i qualsevol tipus de procés geològic que pugui estar actualment actiu.
- Investigar la meteorització de l'escorça en restringir la mineralogia global i les reaccions de meteorització en la superfície de l'atmosfera.
- Assigna les maneres de partícules del núvol i les seves variacions temporals, i rastreja els vents de nivell dels núvols en els vòrtex polars.
- Investigar les interaccions superfície-atmosfera, crear mapes de mineralogia i buscar vulcanismes nous i / o recents i aigua desgasificada durant una recerca global de tres anys.

## Carrega útil proposada
L'orbitador portaria dos instruments científics i una ràdio:
- Un radar anomenat Venus Interferometric Synthetic Aperture Radar (VISAR) generaria imatges d'alta resolució de la superfície amb una resolució de 15 m 30 m, i cercaria canvis mínims en les elevacions de la superfície per cercar evidència d'activitat volcànica o tectònica actual realitzant passis de repetició durant 3 anys.[7]
- El Venus Emissivity Mapper (VEM) farà servir un espectròmetre que utilitza cinc longituds d'ona infraroges properes on l'atmosfera és transparent per fer un mapa de la composició química a la superfície i així determinar si les regions de tessel·les es van formar en presència d'aigua.[8][9] Els mesuraments en bandes addicionals estudiarien l'estructura dels núvols, el seu desplaçament (vents) i cercarien vapor d'aigua en l'atmosfera més baixa.
- El senyal de ràdio de l'orbitador a la [[banda Ka]] proporcionaria la resolució de camp de gravetat necessària per estimar el gruix elàstic global, i fer un mapa del camp de gravetat a alta resolució per estudiar l'estructura interior del planeta.

## Vehicle de mostres atmosfèriques
El concepte de la missió VOX faria que l'orbitador desplegués una petita sonda atmosfèrica anomenada Atmospheric Sample Vehicle (ASV), en català "Vehicle de mostres atmosfèriques", anteriorment anomenada Cupid's Arrow. La sonda entraria a l'atmosfera a una velocitat i un angle tal que rebotés en l'espai després de recollir una mostra atmosfèrica superior. Un cop de tornada a l'espai, un espectròmetre de masses de trampa iònica quadrupolar miniaturitzat mesuraria els gasos i isòtops clau.
Les mesures del xenó i els seus isòtops, que encara s'han de fer a Venus, resoldrien qüestions clau sobre els orígens de l'atmosfera i l'activitat volcànica acumulada. De la mateixa manera, un oceà perdut a Venus es reflectiria en la proporció d'isòtops de l'hidrogen.